# Aleatoriedade
A palavra aleatoriedade exprime quebra de ordem, propósito, causa, ou imprevisibilidade em uma terminologia não científica. Um processo aleatório é o processo repetitivo cujo resultado não descreve um padrão determinístico, mas segue uma distribuição de probabilidade.
Quando não se está explicitamente anunciado qual distribuição de probabilidade está sendo usada, supõe-se que seja uma distribuição normal, o que acarreta o fato de que "número aleatório", assim descrito, é formado como uma sequência de números onde para o próximo número existe uma igual probabilidade de ocorrer qualquer dos elementos do conjunto universo.
O termo aleatório é frequentemente utilizado em estatística para designar uma propriedade estatística bem definida tal como um a quebra de uma neutralidade ou correlação.

## História

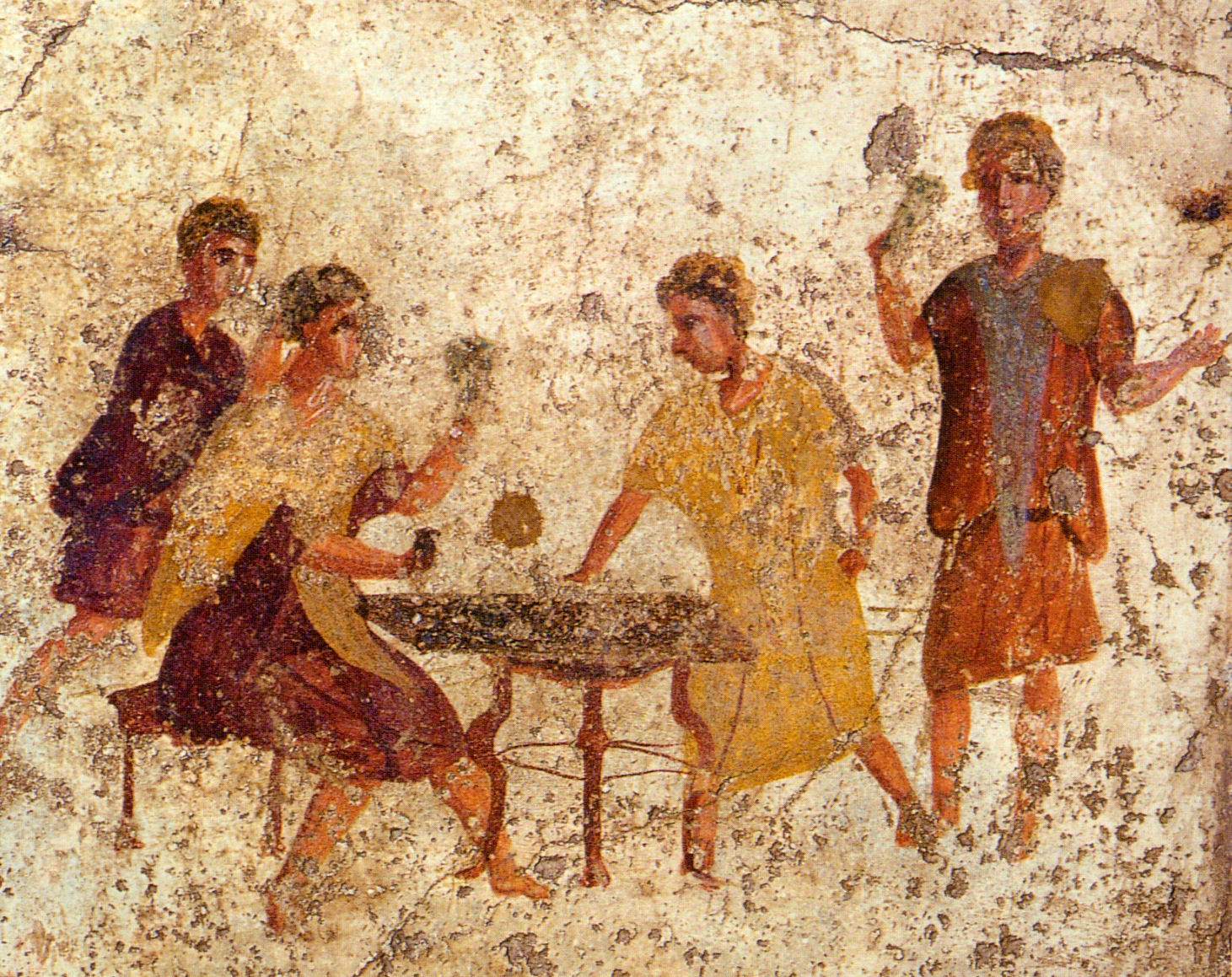
Afresco antigo de jogadores de dados em Pompeia.

Na história antiga, os conceitos de chance e de aleatoriedade eram interligados ao conceito que era atribuído a destino. Várias pessoas da antiguidade jogavam dados para determinarem o destino, e posteriormente isso se desenvolveu em jogos de azar. A maioria das culturas usaram vários métodos de adivinhações para tentarem contornar a aleatoriedade e o destino, ou mesmo a dita sorte.
Os chineses foram talvez o povo que definiu chances e probabilidade mais cedo, 3 000 anos atrás. Os filósofos gregos discutiram aleatoriedade por muito tempo, mas somente de formas não quantitativas. Foi só no século XVI que matemáticos italianos começaram a definir probabilidades associadas a vários jogos de azar. A invenção do cálculo teve um impacto positivo no estudo formal da aleatoriedade. Na edição de 1888 de seu livro The Logic of Chance (A lógica da chance) John Venn escreveu um capítulo sobre "O conceito de aleatoriedade (The conception of randomness)" que incluía sua explicação sobre a aleatoriedade dos algarismos do número Pi ao usá-los para construir um passeio aleatório em duas dimensões.

## Aleatoriedade em ciências
Muitos campos científicos são relacionados a aleatoriedade:

### Nas ciências físicas
No século XIX, cientistas utilizaram da ideia de movimentos aleatórios de moléculas no desenvolvimento da mecânica estatística de modo a explicar fenômenos na termodinâmica e propriedades dos gases.
De acordo com diversas interpretações da mecânica quântica, fenômenos microscópicos são objetivamente aleatórios. Isto é, um experimento onde todos os parâmetros relevantes são controlados, ainda existem alguns aspectos do resultado que variam aleatoriamente. Um exemplo de tal experimento é tomando um único átomo instável em um meio controlado; não se pode prever quanto tempo levará para que o átomo decaia; apenas a probabilidade do decaimento com um dado tempo é que pode ser calculado. Assim, a mecânica quântica não especifica o resultado de experimentos individuais, mas apenas as probabilidades. Teoria de variáveis ocultas procuram desenvencilhar-se do ponto de vista que a natureza contem aleatoriedade irredutível: tais teorias pressupõe, que em um processo que aparenta ser aleatório, propriedades não observáveis (ocultas) com certa distribuição estatística são, de algum modo, as responsáveis por determinar o resultado em cada caso.